# Maguwan
Maguwan is een bestuurslaag in het regentschap Ponorogo van de provincie Oost-Java, Indonesië. Maguwan telt 2385 inwoners (volkstelling 2010).